# Zwischenfilmverfahren
Das Zwischenfilmverfahren war eine Technik zur Quasi-Liveausstrahlung von Fernsehsendungen. Die Aufnahmen wurden auf einem speziellen Film aufgezeichnet, direkt nach der Aufnahme entwickelt und dann elektronisch abgetastet und gesendet. Das Zwischenfilmverfahren wurde noch während der Olympischen Spiele 1936 angewandt.

Zwischenbildreportagewagen, schematische Darstellung

In der Praxis war die Filmkamera auf das Dach eines LKWs montiert und belichtete den Schwarzweißfilm. Der belichtete Film wurde in der Kamera nicht aufgespult, sondern sofort über einen lichtdichten Schacht in das Innere des LKWs befördert, welches als Dunkelkammer eingerichtet war. Dort wurde der Film entwickelt, nur notdürftig getrocknet und gleich in ein Abtastgerät gegeben. Auf diese Weise war es der Reichspost möglich, Fernsehbilder von den Olympischen Sommerspielen 1936 mit etwa ein bis zwei Minuten Zeitversatz zu übertragen.
Dieses umständliche Verfahren war notwendig, weil es damals in Ermangelung hinreichend empfindlicher Bildaufnahmeröhren noch keine elektronischen Fernsehkameras gab, die ein sendefähiges Signal erzeugen konnten. Das Zwischenfilmverfahren nach einer Idee von Georg Oskar Schubert wurde bis 1934 durch die Fernseh AG zur Betriebsreife entwickelt; als 1937 leistungsfähige Ikonoskop-Röhren zur Verfügung standen, wurde es bereits wieder obsolet.
Im Herbst 1935 eröffnete in Berlin die erste „Großbildstelle“, die das Signal des Fernsehsenders Paul Nipkow im Livebetrieb auf einen Film belichtete, diesen kontinuierlich entwickelte und dann auf eine größere Leinwand projizierte.